# Aude (fleuve)
Pour les articles homonymes, voir Aude.
L'Aude  est un fleuve du Sud de la France dont le cours de 223,6 kilomètres s'inscrit dans la région Occitanie, depuis les Pyrénées catalanes jusqu'à la mer Méditerranée. Il a donné son nom au département de l'Aude.

## Étymologie
Dans l'Antiquité, l'Aude était appelée Atax par les Romains. Certains auteurs antiques, comme Polybe, ont nommé le fleuve Narbôn.
En 1342, le cartulaire roussillonnais d'Alart la nomme l'Auda ou la Ribera d'Aude. Au Moyen Âge, pour désigner l'Aude, on employa aussi les termes Adice, de nouveau Atax, Fluvium Atacis, Flumine Atace, Flumen Ataze ou encore Juxta Aditum fluvium. Selon toute vraisemblance, le nom actuel vient d'une évolution progressive d’Atax donné par Strabon, dans sa Géographie, mot emprunté au terme gaulois atacos signifiant « fougueux » ou « très rapide ».

## Géographie

### Cours du fleuve
Le fleuve prend sa source dans le massif du Carlit, quelques centaines de mètres en amont du lac d'Aude, à 2 172 m d'altitude, dans la commune des Angles (département des Pyrénées-Orientales). Pour la simplicité, certains situent la source du fleuve dans le lac d’Aude, qui se trouve à 2 135 m d'altitude. Au début de son cours, l’Aude coule parallèlement à la Têt : la forêt domaniale de Barrès, puis le col de la Quillane à une altitude de 1 713 mètres, marquent la ligne de partage des eaux entre les deux fleuves côtiers. L'Aude oblique ensuite vers le nord, puis vers l’est pour se jeter, après un parcours d’environ deux cents kilomètres, dans la mer Méditerranée, à quelques kilomètres au nord-est de Narbonne, à la limite des départements de l'Aude et de l'Hérault, entre les Cabanes de Fleury et Vendres.
Du massif pyrénéen à Carcassonne, son cours est orienté sud-nord. L'Aude présente alors les caractéristiques d'un cours d'eau de montagne, elle traverse le Capcir, en alimentant plusieurs lacs de barrage (Matemale, Puyvalador), s'enfonce dans des gorges (celles de Saint-Georges sont les plus pittoresques), traversant des terrains anciens. À partir d'Axat, après avoir reçu l'apport de l'Aiguette en rive droite et du Rébenty en rive gauche à Saint-Martin-Lys, le fleuve traverse les barres calcaires des pré-Pyrénées (défilé de Pierre-Lys) et arrose la petite commune de Belvianes-et-Cavirac à la sortie des gorges, puis Quillan, Campagne-sur-Aude, Espéraza, Couiza, Alet-les-Bains et Limoux. En aval de la grande cité médiévale de Carcassonne, l'Aude s'infléchit vers l'est. Ce coude résulte d'une capture, l'Aude ayant jadis coulé dans le val de l'Hers, indice de surcreusement par une hydrologie ancienne à la suite du soulèvement des Pyrénées.
À partir de Carcassonne, le fleuve s'assagit et suit le grand sillon tectonique qui sépare les Pyrénées (Corbières) du Massif central (montagne Noire), recevant de ces reliefs une série d'affluents dont les principaux sont l'Orbieu en rive droite, l'Argent-Double et la Cesse en rive gauche. Désormais, longée par le canal du Midi et sinuant au milieu des vignes, l'Aude pénètre dans la large plaine alluviale de Narbonne, en partie conquise sur le golfe du Lion et parsemée de sites d'anciens étangs, avant de se jeter dans la mer Méditerranée.

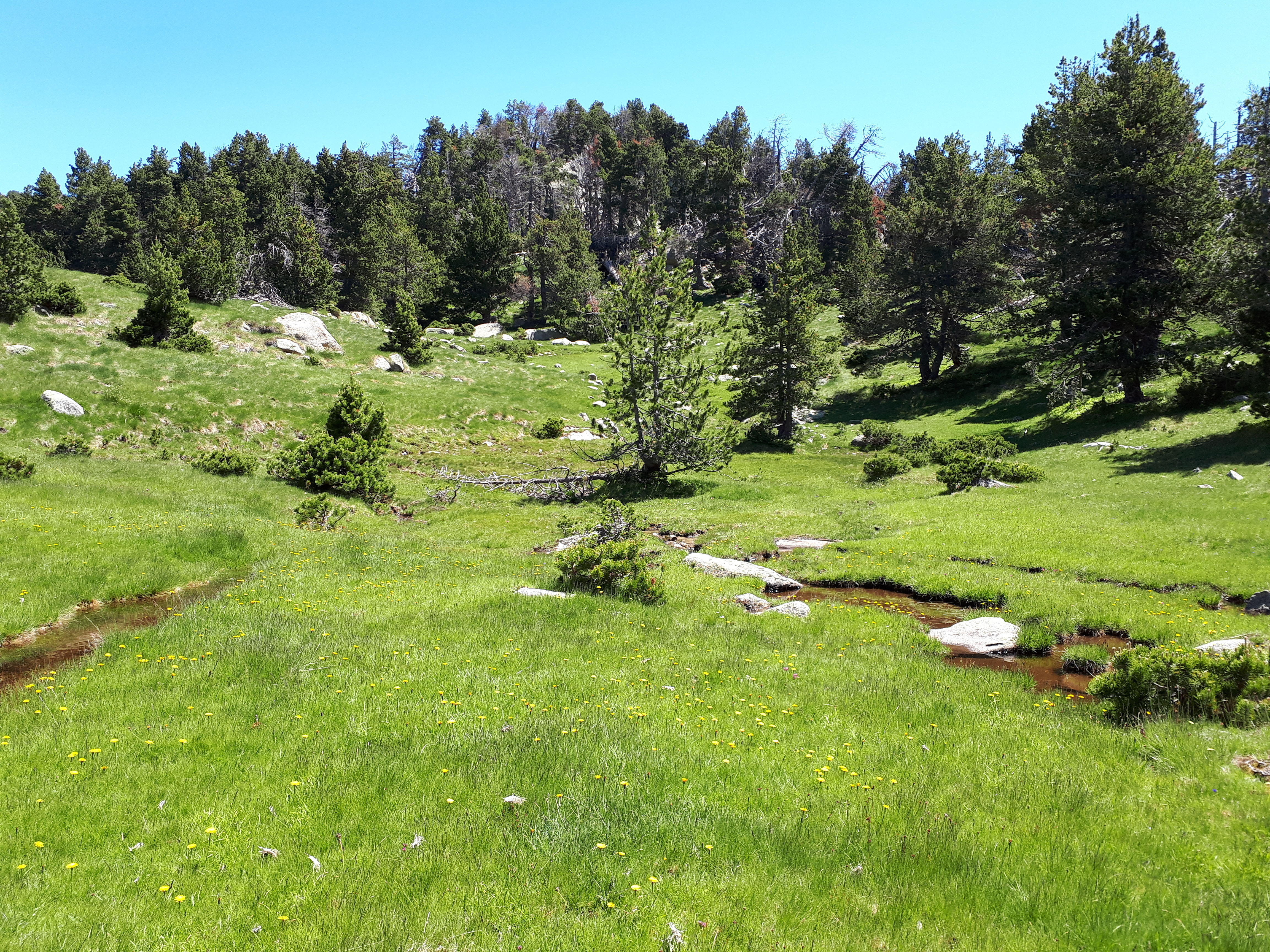
La source de l'Aude, quelques centaines de mètres en amont du lac d'Aude.
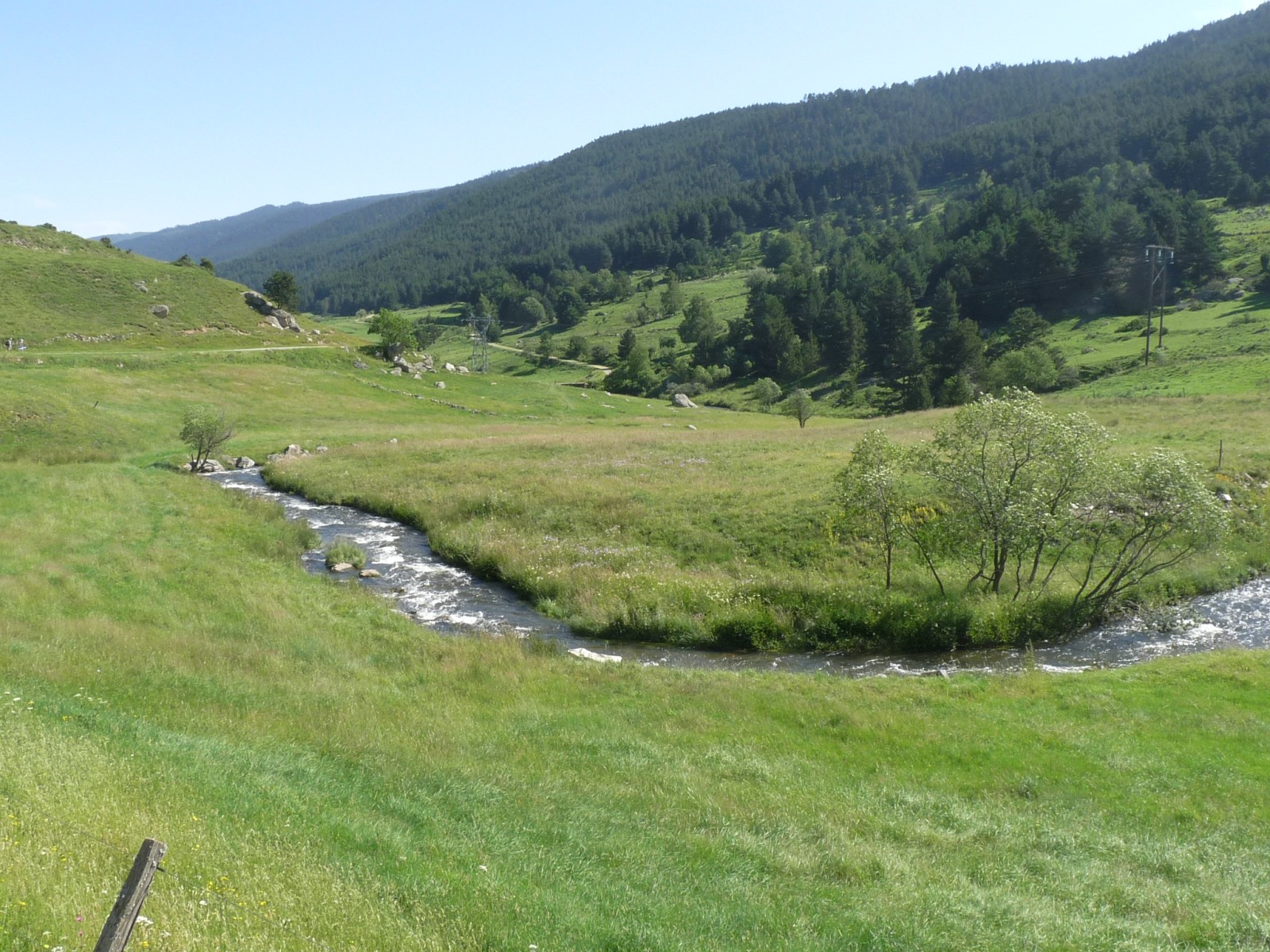
L'Aude à Matemale.
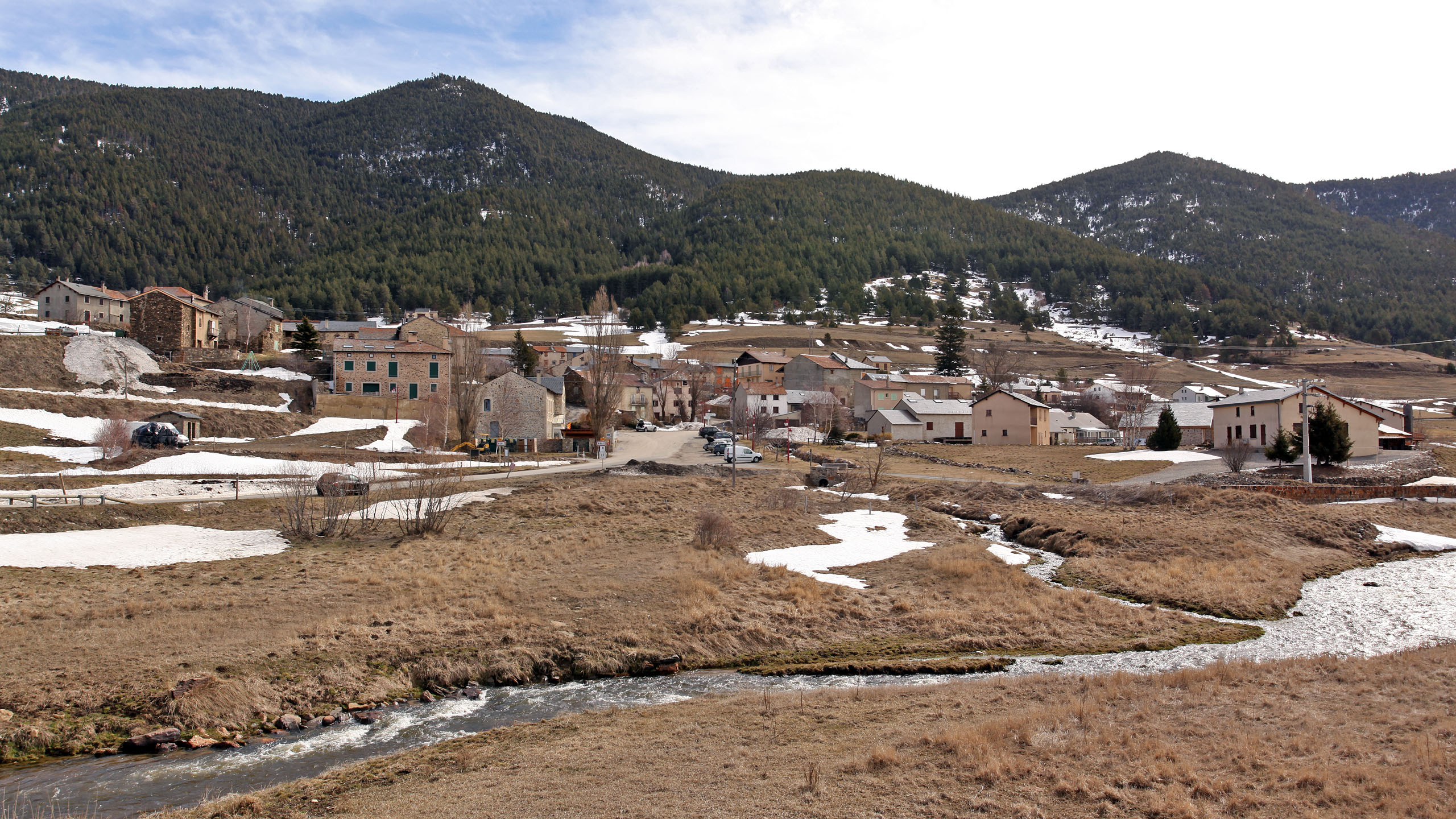
L'Aude à Réal (Pyrénées-Orientales).
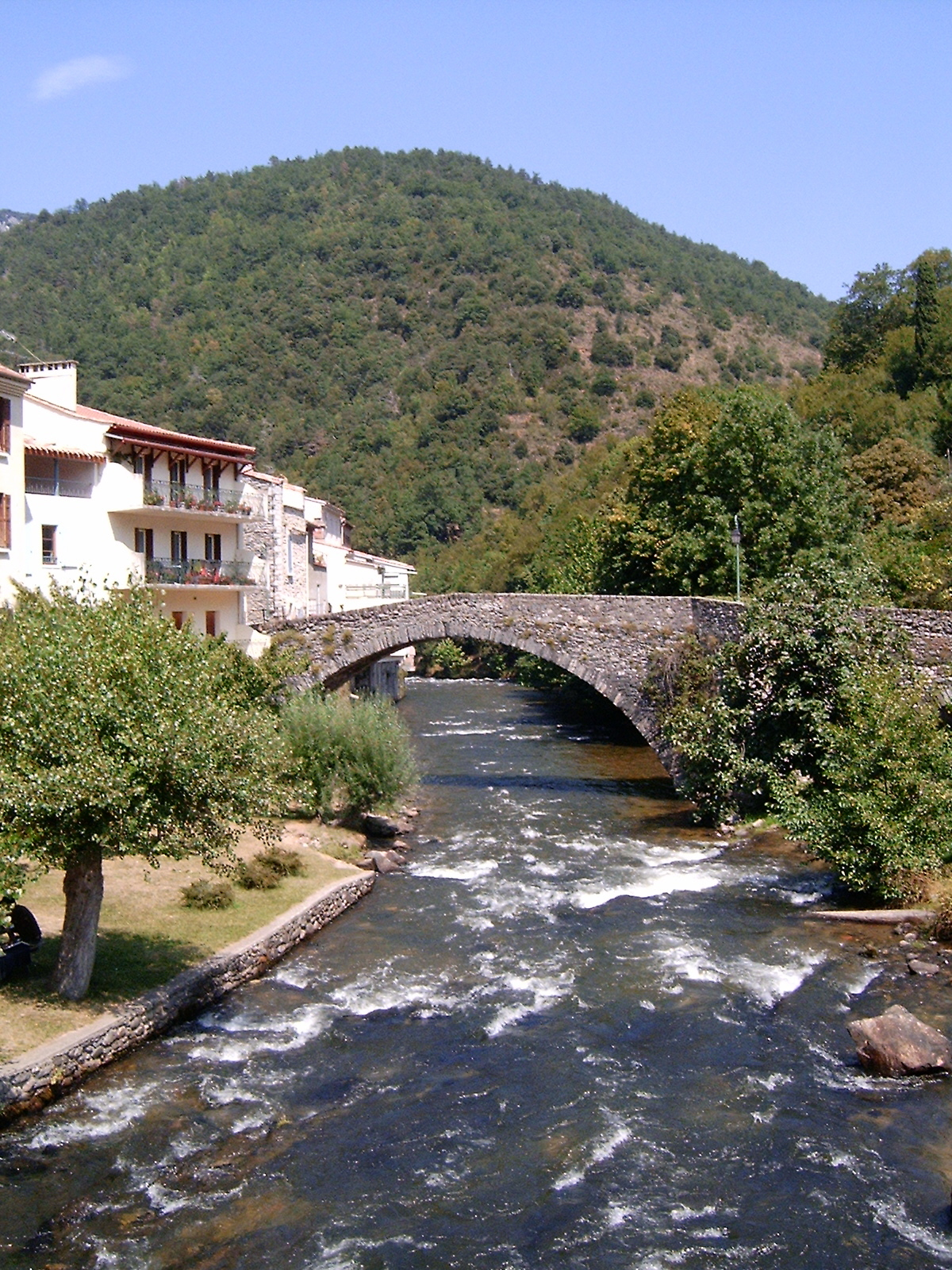
L'Aude à Axat.
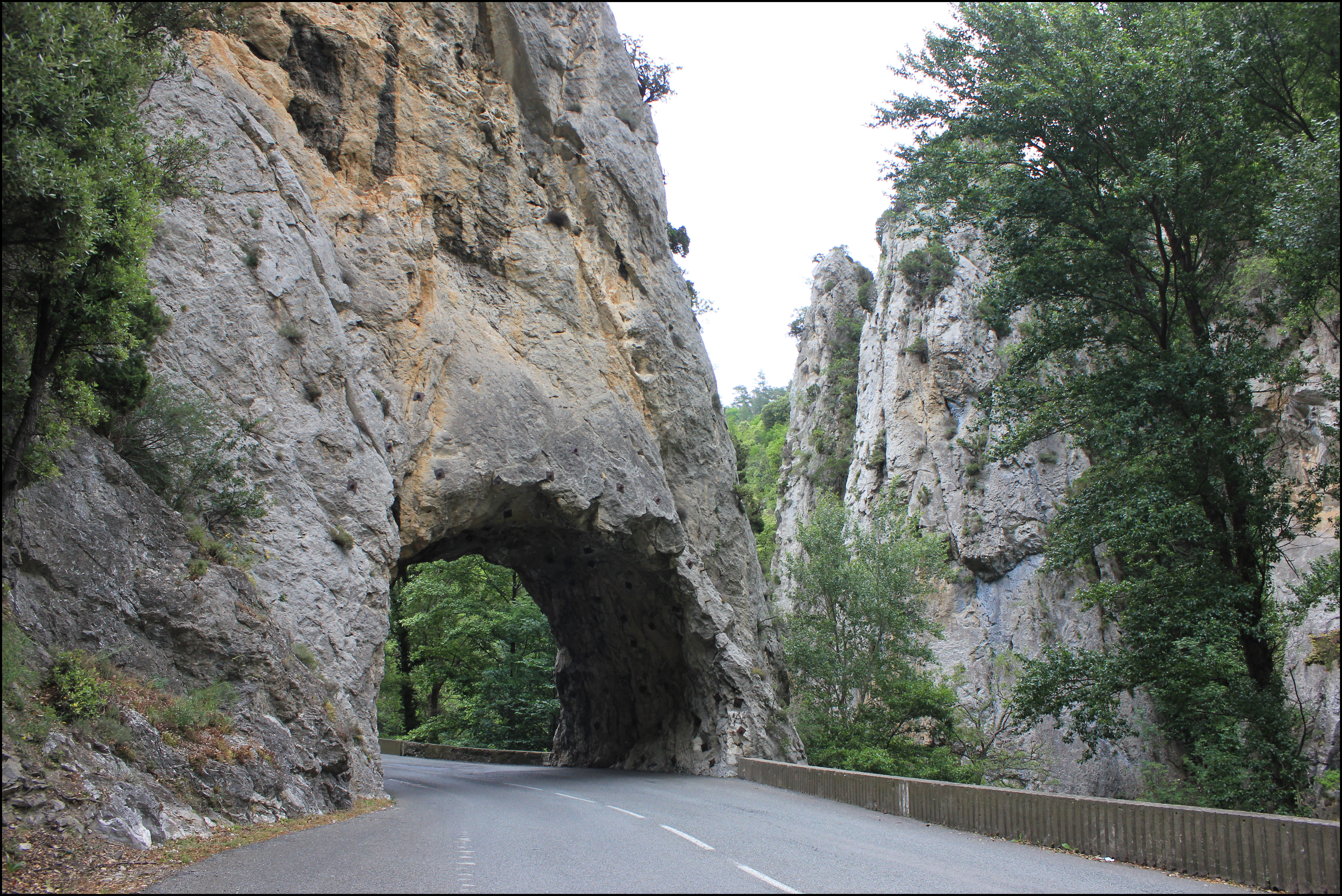
D 117 longeant les gorges de l'Aude en amont de Quillan.
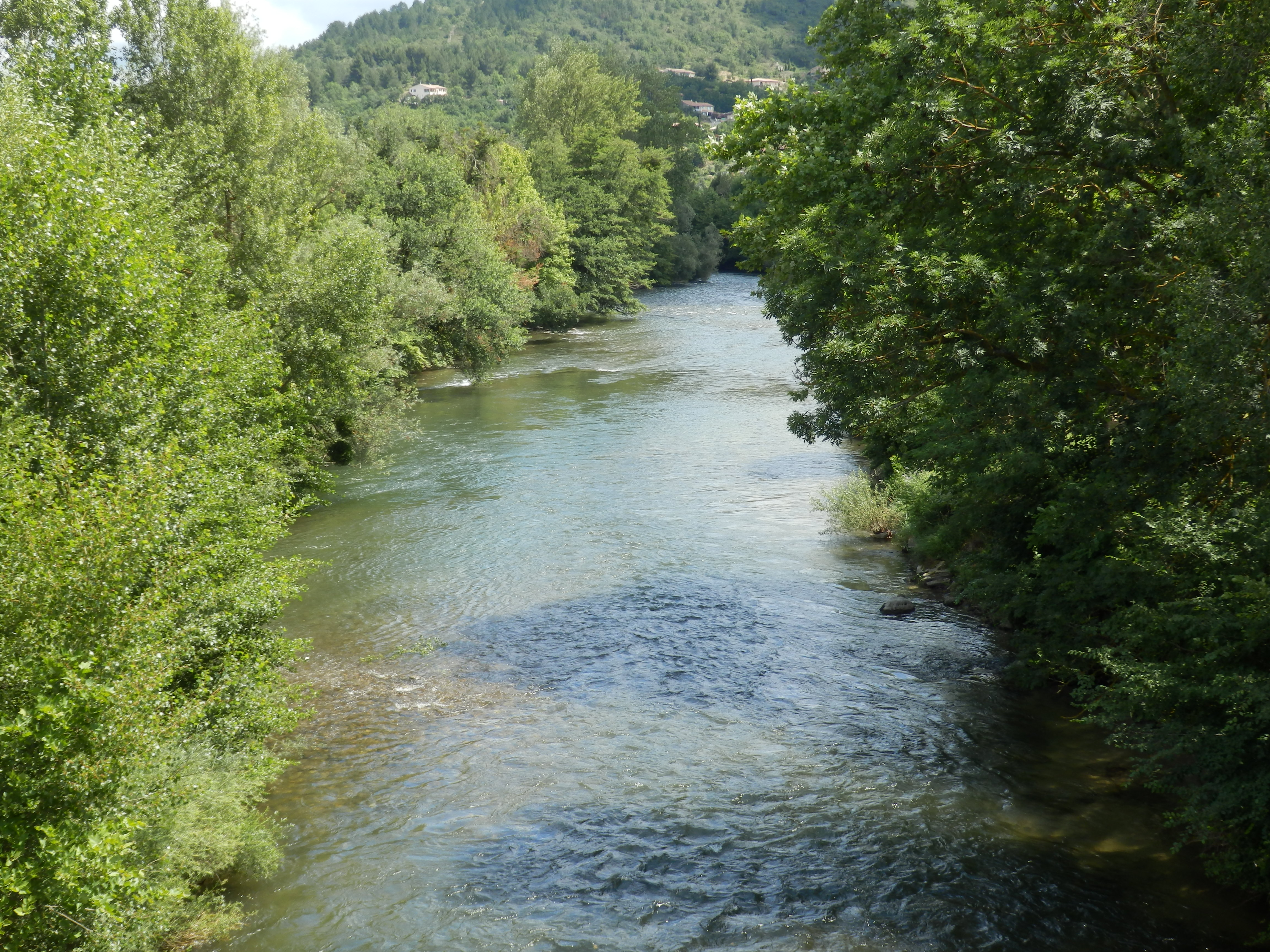
L'Aude à Couiza.

### Départements, communes et cantons traversés
L’Aude traverse quatre départements, et soixante-quinze communes réparties comme suit (liste non exhaustive) :
- Pyrénées-Orientales : Les Angles, Matemale, Formiguères, Réal, Puyvalador ;
- Ariège : Quérigut, Carcanières, Le Puch, Rouze ;
- Aude : Escouloubre, Fontanès-de-Sault, Aunat, Bessède-de-Sault, Le Clat, Roquefort-de-Sault, Sainte-Colombe-sur-Guette, Artigues, Axat, Saint-Martin-Lys, Belvianes-et-Cavirac, Quillan, Campagne-sur-Aude, Espéraza, Couiza, Montazels, Luc-sur-Aude, Alet-les-Bains, Cournanel, Limoux, Pieusse, Cépie, Pomas, Rouffiac-d'Aude, Preixan, Couffoulens, Cavanac, Carcassonne, Villedubert, Berriac, Trèbes, Fontiès-d'Aude, Floure, Barbaira, Marseillette, Capendu, Blomac, Douzens, Puichéric, Saint-Couat-d'Aude, Roquecourbe-Minervois, La Redorte, Castelnau-d'Aude, Azille, Homps, Tourouzelle, Argens-Minervois, Lézignan-Corbières, Roubia, Paraza, Canet, Ventenac-en-Minervois, Raissac-d'Aude, Saint-Nazaire-d'Aude, Marcorignan, Saint-Marcel-sur-Aude, Moussan, Sallèles-d'Aude, Cuxac-d'Aude, Narbonne, Coursan, Salles-d'Aude, Fleury ;
- Hérault : Olonzac, Lespignan, Vendres.

### Toponymes
L'Aude a donné son hydronyme aux treize communes suivantes : Raissac-d'Aude, Fontiès-d'Aude, Saint-Couat-d'Aude, Castelnau-d'Aude, Sallèles-d'Aude, Cuxac-d'Aude, Salles-d'Aude, Saint-Marcel-sur-Aude, Saint-Nazaire-d'Aude, Rouffiac-d'Aude, Campagne-sur-Aude, Luc-sur-Aude, Fleury-d’Aude.

### Bassin versant

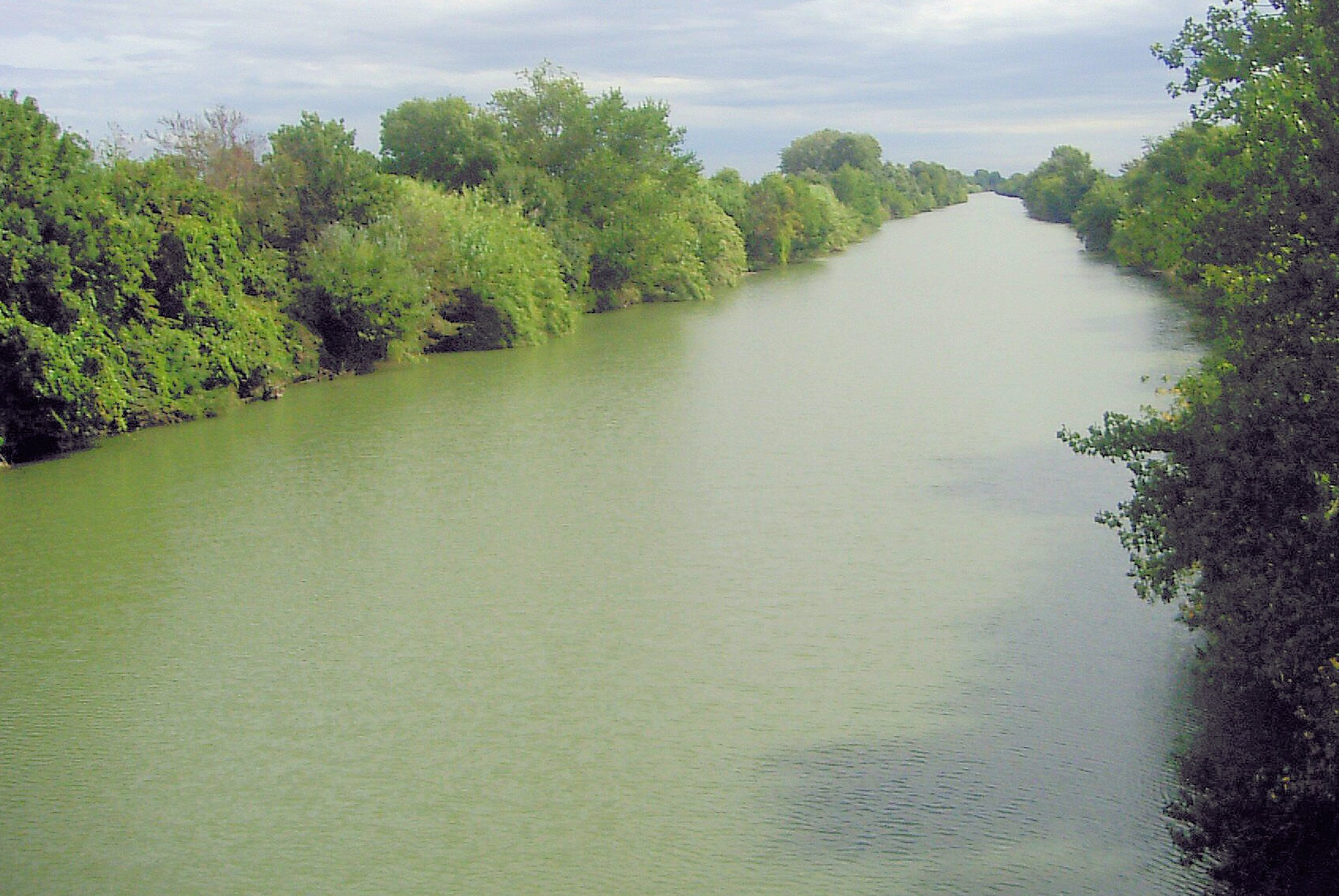
L'Aude près de son embouchure à Salles-d'Aude.

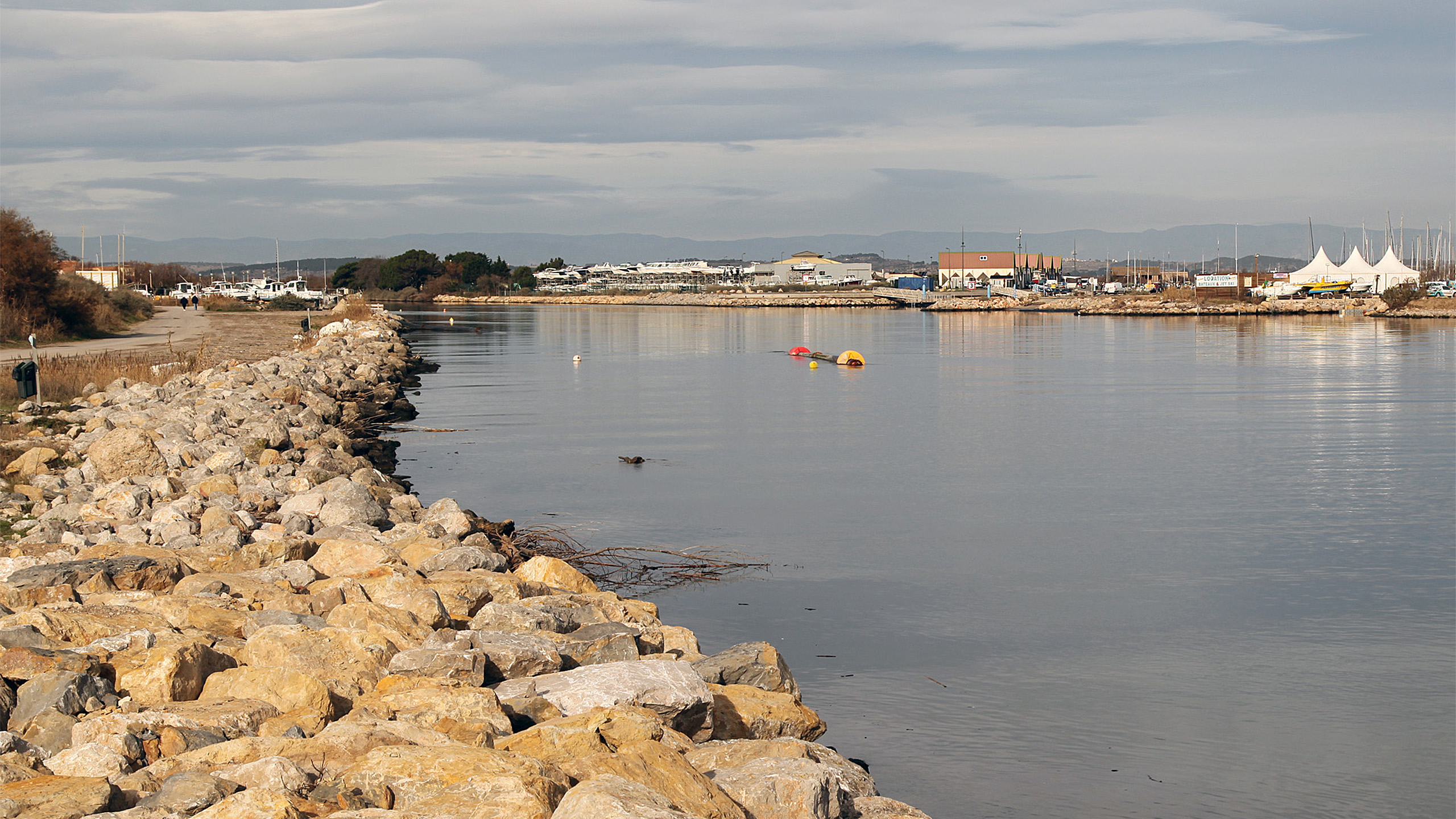
Le fleuve à son embouchure aux Cabanes de Fleury.

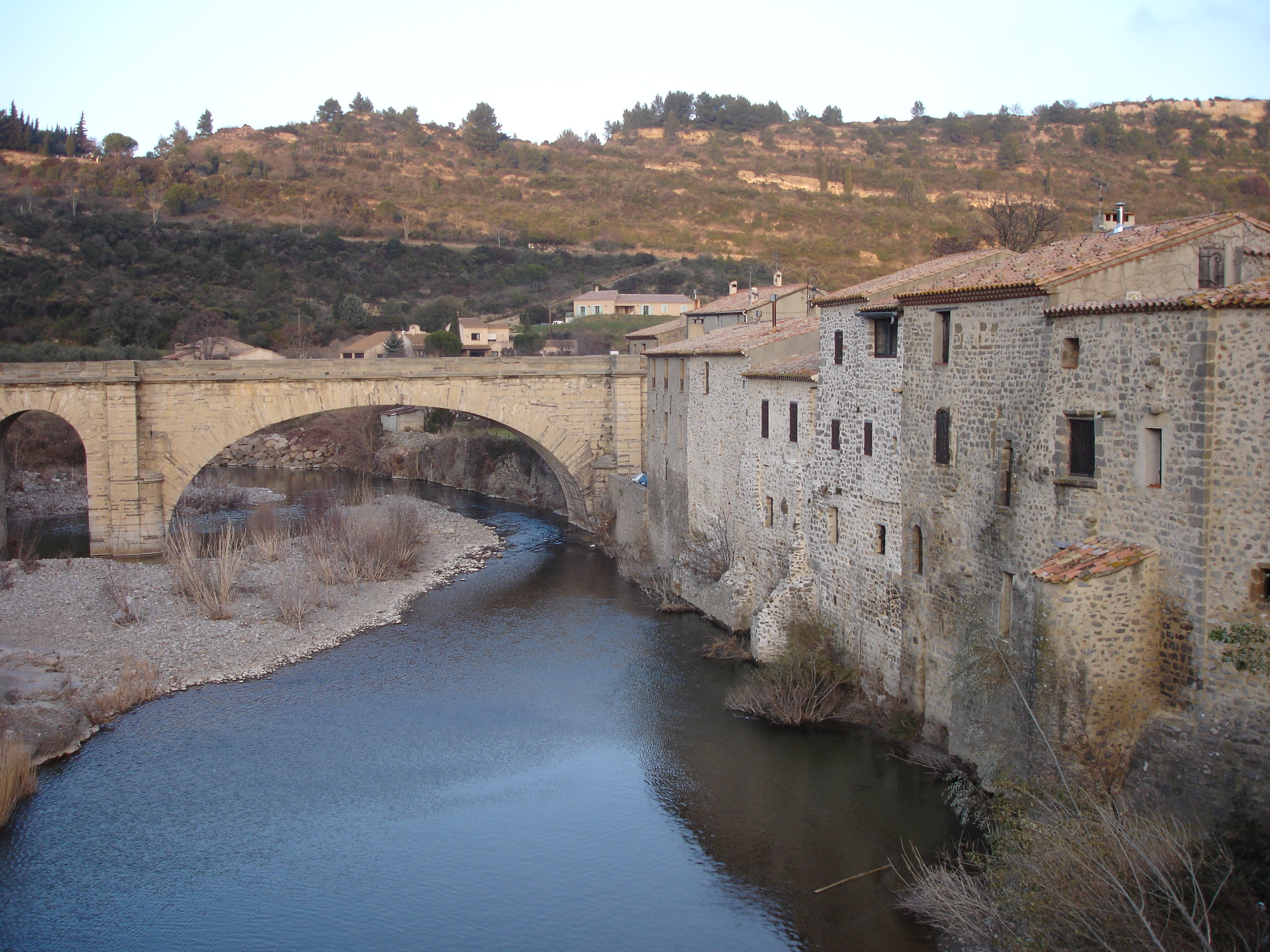
L'Orbieu, le principal affluent de l'Aude, à Lagrasse.

L'Aude présente un bassin hydrographique de 6 074 km2 qui s'étend, inégalement, sur six départements : les Pyrénées-Orientales, l'Aude, l'Ariège, la Haute-Garonne, le Tarn et l'Hérault (la Haute-Garonne et le Tarn ne sont concernés que par le cours des affluents ou sous-affluents du fleuve). Selon le SANDRE, l'Aude traverse vingt-cinq zones hydrographiques et son bassin versant est de seulement 5 327 km2. Ce bassin versant est constitué à 48,51 % de « territoires agricoles », à 48,29 % de « forêts et milieux semi-naturels », à 2,51 % de « territoires artificialisés », à 0,52 % de « zones humides », à 0,16 % de « surfaces en eau ».

### Organisme gestionnaire
Un des organismes gestionnaires est le SMMAR (Syndicat mixte des milieux aquatiques et des rivières).
La fédération « Aude claire » contribue à la gestion de sites mais aussi informe et sensibilise le public sur la protection et la gestion des milieux naturels.

## Affluents
L'Aude a cent-dix-sept tronçons affluents référencés.
Avant Carcassonne, l'Aude reçoit comme tributaires des cours d'eau de faible longueur qui présentent souvent des caractéristiques de torrents de montagne.
À partir de Carcassonne, préfecture de l'Aude, donc dans sa basse vallée, le fleuve reçoit des rivières plus puissantes, originaires, pour la plupart d'entre elles, de la montagne Noire. De l'amont vers l'aval, les principaux affluents de l'Aude sont :
- la Lladura ou Lladure (rg[note 1]), 16 km à Réal ;
- le Galbe (rg), 14 km à Puyvalador ;
- la Bruyante (rg), 14 km à Usson-les-Bains ;
- l'Aiguette (rd), 20 km à Artigues ;
- le Rébenty (rg), (34 km) à Saint-Martin-Lys ;
- le ruisseau de Saint-Bertrand (rd), 19 km à Quillan ;
- le ruisseau de Fa ou Faby (rg), 14 km à Espéraza ;
- la Sals (rd), 20 km à Couiza ;
- le ruisseau de Véraza (rd), 8,9 km à Alet-les-Bains ;
- le ruisseau de Saint-Polycarpe (rd), 13 km à Limoux ;
- la Corneilla (rg), 22 km à Limoux ;
- le Cougaing (rg), 17 km à Limoux ;
- le Sou de Val de Daigne (rg), 30 km à Cépie ;
- le Lauquet (rd), 37 km à Couffoulens ;
- le Fresquel (rg), 63 km à Carcassonne ;
- le Trapel (rg), 19 km à Villedubert ;
- l'Orbiel (rg), 41 km à Trèbes ;
- l'Argent-Double (rg), 37 km à La Redorte ;
- l'Ognon (rg), 23 km, bassin versant 123 km2 à Olonzac ;
- l'Orbieu (rd), 84 km à Saint-Nazaire-d'Aude ;
- la Cesse (rg), 54 km à Saint-Marcel-sur-Aude.

### Rang de Strahler
Au moins un affluent, comme le Fresquel, a un nombre de Strahler de cinq, celui de l’Aude est en conséquence de six à son embouchure.

## Hydrologie

Débits mensuels de l'Aude, près de son exutoire, représentés sous la forme d'un histogramme.

Dans son cours supérieur, l'Aude présente un régime nivo-pluvial (avec un maximum de printemps lié à la fonte des neiges). Puis, à partir de Carcassonne[source insuffisante] où son débit moyen atteint 20,4 m3/s, le régime devient presque exclusivement pluvial (le débit au Grau de Vendres, lors de sa rencontre avec la Méditerranée, avoisine 50 m3/s).
L'Aude se caractérise donc, dans son cours inférieur, par un régime pluvio-nival de type méridional aux étiages sévères durant la période estivale (9,8 m3/s en août à Moussan, dans sa basse plaine alluviale, non loin de son embouchure, contre une moyenne annuelle de 44,2 m3/s). Les fortes pluies automnales permettent une remontée rapide du débit qui atteint son maximum en février (78,6 m3/s) et demeure soutenu au printemps grâce à la fonte des neiges du massif pyrénéen.

### L'Aude à Coursan
Le bassin versant de l'Aude est de 4 900 km2 à Coursan.

### Crue de 1626
Dans son imposant ouvrage « Les Paysans de Languedoc » l’historien Emmanuel Le Roy Ladurie mentionne une inondation qui a détruit le village d‘Espéraza en 1626. Il n’en dit pas plus et ne cite pas de source. On ne connaît donc pas l’origine du sinistre. En date du 8 novembre 1626, un acte de décès à peine lisible en atteste (AD 11 – 1E1 p 40d) : on parvient à lire « …. furent summergés 26 habitans  …. » et suit une liste de noms. La crue a pu provenir de l'Aude, comme du ruisseau torrentueux le Ravanel.

### Crues de 1999

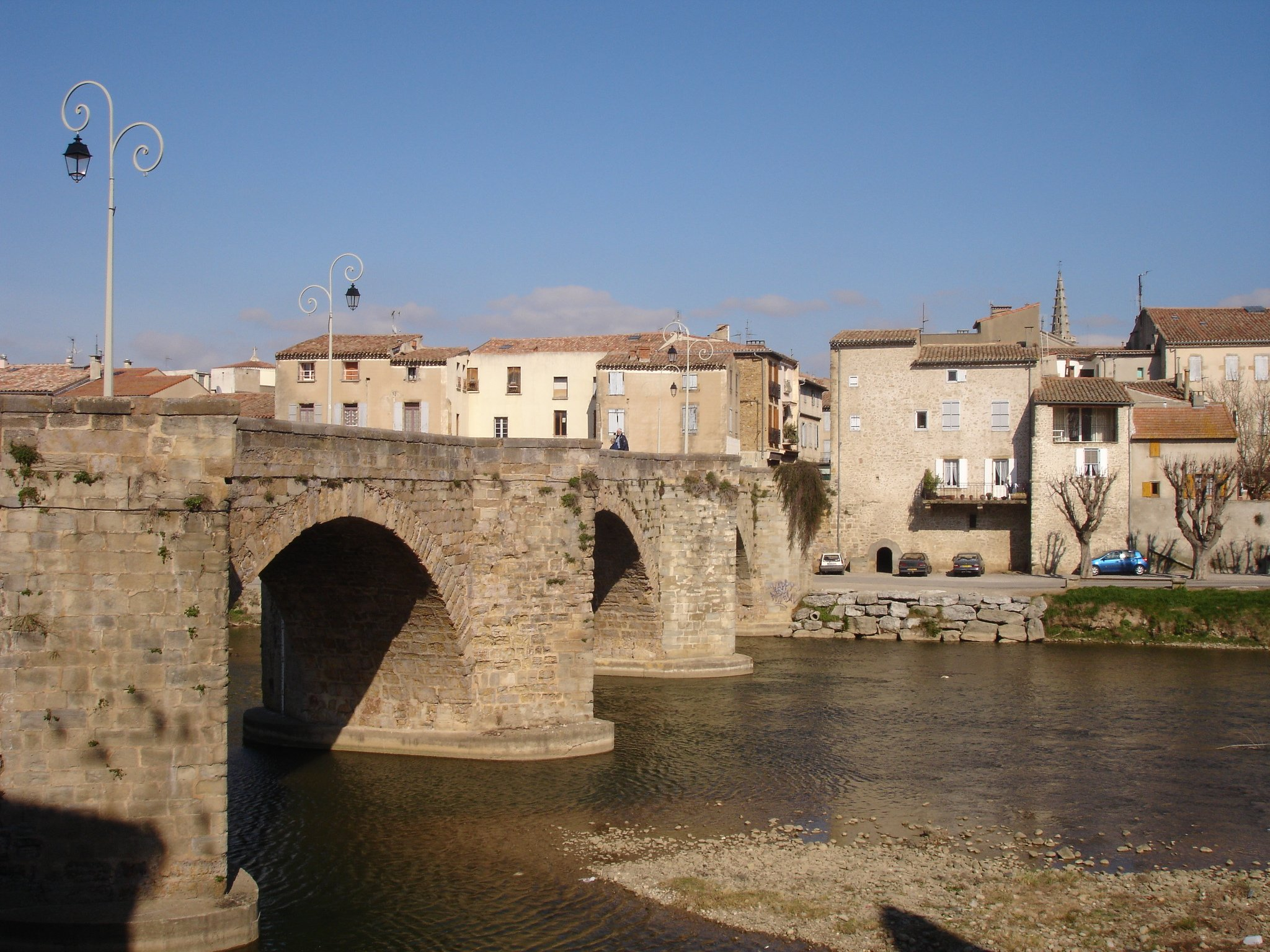
Le Pont-neuf franchit l'Aude à Limoux.

Des précipitations exceptionnelles et brutales, si caractéristiques du climat méditerranéen pendant la saison automnale, peuvent être à l'origine de crues dévastatrices comme celles des 12 et 13 novembre 1999. Le bilan de ces dernières, qui affectèrent la basse vallée de l'Aude, fut catastrophique : trente-cinq victimes, des centaines de personnes hélitreuillées ou récupérées par moyens nautiques, des milliers d'habitations, d'entreprises et de locaux commerciaux plus ou moins endommagés, 5 000 hectares de vignes plus ou moins dévastés, la voirie, les réseaux d'eau potable et d'assainissement gravement atteints. L'ampleur de la catastrophe s'explique par la conjugaison de deux phénomènes : des précipitations orageuses d'une ampleur exceptionnelle (jusqu'à 620 mm tombés en deux jours à Lézignan-Corbières, c’est-à-dire plus que le total annuel) et une forte tempête sur le golfe du Lion qui entraîna une montée de 80 cm du niveau de la mer et empêcha, conjuguée avec la forte houle et le vent, le bon écoulement d'eaux déjà gonflées par les pluies diluviennes. Un retour d'expérience réalisé pour le ministère de l’aménagement du territoire et de l’environnement initia de nombreuses améliorations (en prévention, en alerte (météorologique, aux populations), en gestion de crise) au niveau national et au niveau local.

### Crues de 2018
Un épisode méditerranéen intense a provoqué une crue exceptionnelle dans la nuit du 14 au 15 octobre 2018, sur l'Aude médiane et ses affluents, puis le 16 octobre, sur l'Aude aval.